# 滑らかな関数
数学において、関数の滑らかさ（なめらかさ、英: smoothness）は、その関数に対して微分可能性を考えることで測られる。より高い階数の導関数を持つ関数ほど滑らかさの度合いが強いと考えられる。
直観的には、グラフの各点をどんなに拡大しても尖っていないことを意味する。

## 滑らかさの分類
関数 f が連続的微分可能（れんぞくてきびぶんかのう、英: continuously differentiable）であるとは、f に導関数 f′ が存在して、なおかつその f′ が連続関数となることをいう。
同様に自然数 k について、f の k 階の導関数が存在して連続であるとき、f は k 階連続的微分可能であるといい、また f は Ck 級の関数であるという。微分可能な関数は連続であることから、Ck (k = 1, 2, ...) は包含関係に関して非増加な列を成している。任意有限階の導関数をもつ関数は無限階（連続的）微分可能であるといい、そのクラスは C∞ で表される。
関数のクラス Ck を、k 階の導関数が存在して連続であり、なおかつ k + 1 階の導関数が存在しないかあるいは存在しても連続でない関数全体が成す類とすることもある。この場合、各クラスは交わりを持たない排他的な分類を与える。
さらに強い滑らかさを表すクラスとして、解析関数つまり各点で冪級数展開可能な関数のクラス Cω がある。また場合により、連続関数のクラス C を 0 階連続的微分可能な関数のクラス C0 として、滑らかな関数の仲間に入れて考えることがある。
滑らかさのクラスを考えることは、具体的な定義域と値域をあたえることで、たくさんの関数空間（の台集合）の例を与える。関数の定義域が X であるときそれを明示して、X 上で定義される Ck 級関数全体の成す空間をしばしば Ck(X) のように記す。定義域 X は多くの場合 "滑らかな" 位相空間である。さらに値域 Y をも明示して Ck(X; Y) などと記すこともある。値域 Y はこの空間の係数と見なされる。
p-進解析のようにある種のリジッド (rigid) な空間を考えているとき、そこでは空間の全不連結性から必ずしも実解析あるいは複素解析的な意味での微積分を考えることはできないが、例えば局所定数関数全体の成すクラスを C∞ とすることがある。

## 滑らかな関数
関数 f が（それが属する文脈での議論に用いるに）十分大きな n に関して Cn-級であるとき、滑らかな関数（なめらかなかんすう、smooth function）と総称される。またこのとき、関数 f は十分滑らかであるともいう。このような語法を用いるとき、n は十分大きければよく、その値が厳密に知られている必要はないし、とくに n は固定して考えないのが通例である。
そのような状況下では多くの場合、「滑らかな関数」のクラスとして無限回微分可能関数のクラス C∞ や解析関数のクラス Cω を考えるのが、議論の便宜からして有用である。
滑らかさの概念は（微分の概念がそうであるように）局所的なものである。つまり、ある点での滑らかさというのは、その点の周りの十分小さな近傍において考察される。有限個の例外を除く各点で滑らかな関数は区分的に滑らかであるといわれる。滑らかさのクラスを明示して、区分的に Ck 級の関数や、区分的に連続な関数を考えることもある。

## 連続性
Brian BarskyとTony DeRoseは、パラメトリック連続性（Ck）と幾何学的連続性（Gn）という用語を導入し、パラメトリック曲線の幾何学的連続性を測定する方法を示した。
例えば、アニメーションのキーフレーム補間では対象物を滑らかに動かす必要があり、曲線をトレースする速度が制約となるパラメトリック連続性が適しているが、建築図面では位置のみが連続していれば十分であり、速度の制約がない分、曲線形状の自由度が増す幾何学的連続性が適していると考えられる。

### パラメトリック連続性
パラメトリック連続性（Ck）は、パラメトリック曲線に適用される概念であり、曲線に沿った距離に対するパラメータ値の滑らかさを表す。ある（パラメトリック）曲線 {\displaystyle s:[0,1]\to \mathbb {R} ^{n}} が Ck 級であるとは、{\displaystyle \textstyle {\frac {d^{k}s}{dt^{k}}}} が存在し、区間 {\displaystyle [0,1]} で連続であることを意味する。ただし、区間の端点 {\displaystyle 0} および {\displaystyle 1} における導関数は片側微分可能（{\displaystyle 0} では右微分可能、{\displaystyle 1} では左微分可能）として扱う。
この概念の実用的な応用例として、物体の運動を時間パラメータで記述する曲線は、少なくとも C1 連続であり、物体の加速度は有限値なため1回微分可能である必要がある。より滑らかな動き、たとえば映画撮影時のカメラの移動経路のような場合には、より高次のパラメトリック連続性が求められる。

#### パラメトリック連続性の次数

C^{0}連続で接続された2つのベジェ曲線セグメント

C^{1}連続となるよう接続された2つのベジェ曲線セグメント

パラメトリック連続性の各次数は以下のように定義される：
- {\displaystyle C^{0}}: 0次導関数が連続（曲線が連続）
- {\displaystyle C^{1}}: 0次と1次導関数が連続
- {\displaystyle C^{2}}: 0次と1次と2次導関数が連続
- {\displaystyle C^{n}}: 0次から {\displaystyle n} 次導関数がいずれも連続

### 幾何学的連続性

G^{1}接触の円、直線

G^{2} 接触の円錐曲線の例：pは定数、は可変
（：円、：楕円、：放物線、：双曲線）

曲線や曲面は、{\displaystyle G^{n}} 連続性を持つと言える。ここで {\displaystyle n} は滑らかさの程度を示す。曲線上の点の両側にある2つの曲線セグメントを考えると：
- {\displaystyle G^{0}}: 曲線セグメントは接合点で接している。
- {\displaystyle G^{1}}: さらに、曲線セグメントは接合点で接線の方向が一致している。
- {\displaystyle G^{2}}: さらに、曲線セグメントは接合点で曲率の中心が一致している。

一般に、曲線を再パラメータ化して {\displaystyle C^{n}}（パラメトリック）連続とすることが可能であれば、{\displaystyle G^{n}} 連続性が存在する。再パラメータ化によって、曲線の幾何学的な形状は変わらない。パラメータのみが影響を受ける。
同様に、{\displaystyle f(1)=g(0)} である2つのベクトル関数 {\displaystyle f(t)} と {\displaystyle g(t)} が、ベータ制約（Beta-constraints）と呼ばれる方程式を満たす場合、接続点で {\displaystyle G^{n}} 連続である。たとえば、{\displaystyle G^{4}} 連続のためのベータ制約は以下のようになる：
{\displaystyle {\begin{aligned}g^{(1)}(0)&=\beta _{1}f^{(1)}(1)\\g^{(2)}(0)&=\beta _{1}^{2}f^{(2)}(1)+\beta _{2}f^{(1)}(1)\\g^{(3)}(0)&=\beta _{1}^{3}f^{(3)}(1)+3\beta _{1}\beta _{2}f^{(2)}(1)+\beta _{3}f^{(1)}(1)\\g^{(4)}(0)&=\beta _{1}^{4}f^{(4)}(1)+6\beta _{1}^{2}\beta _{2}f^{(3)}(1)+(4\beta _{1}\beta _{3}+3\beta _{2}^{2})f^{(2)}(1)+\beta _{4}f^{(1)}(1)\\\end{aligned}}}
ここで、{\displaystyle \beta _{2}}、{\displaystyle \beta _{3}}、{\displaystyle \beta _{4}} は任意だが、{\displaystyle \beta _{1}} は正でなければならない。{\displaystyle n=1} の場合、この条件は {\displaystyle k>0} であるスカラーについて{\displaystyle f'(1)\neq 0} かつ {\displaystyle f'(1)=kg'(0)} に単純化される。（すなわち、2つのベクトルは方向が一致していれば良く、長さは一致していなくても良い）
曲線が滑らかに見えるためには {\displaystyle G^{1}} 連続であることが必要だが、建築やスポーツカーのデザインに求められるような優れた美観を実現するには、より高いレベルの幾何学的連続性が求められる。例えばクラスAサーフェスでは、自動車のボディの反射が滑らかに見えるよう {\displaystyle G^{2}} 以上の連続性が必要とされている。

四隅が90度の円弧で構成された角丸長方形は {\displaystyle G^{1}} 連続だが、{\displaystyle G^{2}} 連続ではない。各角が球の8分の1、各辺が円柱の4分の1で構成された角丸立方体も同様である。編集可能で {\displaystyle G^{2}} 連続な曲線を必要とする場合には、通常、3次スプラインが選択される。このような曲線は、工業デザインで頻繁に使われている。

### 訳注
1. ↑  
原文は『The terms parametric continuity (Ck) and geometric continuity (Gn) were introduced by Brian Barsky, to show that the smoothness of a curve could be measured by removing restrictions on the speed, with which the parameter traces out the curve.』（Brian Barskyは、パラメータが曲線をトレースする速度についての制約を取り除いても曲線の滑らかさを測定できることを示すため、パラメトリック連続性（Ck）と幾何学的連続性（Gn）という用語を導入した。）であるが、
速度についての制約を取り除くことの目的がわかりづらく、また、Brian Barskyが幾何学的連続性で測定すること自体を考案したようにも読み取れてしまうため、和訳に際して加筆し出典を追加した。

パラメトリック曲線の幾何学的連続性に関する先行研究の例：
  - Schweikert, Daniel G. (April 1966). “An Interpolation Curve Using a Spline in Tension”. Journal of Mathematics and Physics 45 (1-4):  312-317. doi:10.1002/sapm1966451312.
  - Nielson, Gregory M. (1974). “Some Piecewise Polynomial Alternatives to Splines under Tension”. In Barnhill, Robert E.; Riesenfeld, Richard F.. Computer Aided Geometric Design - Proceedings of a Conference Held at The University of Utah, Salt Lake City, Utah, March 18-21, 1974. New York: Academic Press. pp. 209-235. doi:10.1016/B978-0-12-079050-0.50015-1. ISBN 0-12-079050-5.
2. ↑  
原文は『For example, reflections in a car body will not appear smooth unless the body has {\displaystyle G^{2}} continuity.』（例えば、自動車のボディの反射は、少なくとも {\displaystyle G^{2}} 連続でなければ滑らかに見えない。）で、要出典とタグづけされており、和訳に際し加筆した。